# 신형대구경조종방사포
신형대구경조종방사포는 북한의 방사포이다. 장사정포라고도 부른다.

## 역사
2019년 유명해졌다. 한국과 미국은 미사일 모델명을 특정하지 못하고 있는 가운데, 북한 관영 조선중앙통신은 신형대구경조종방사포라고 보도했다.
방사포는 원래 무유도 로켓인데, 조종방사포는 방사포에 유도 기능을 넣은 것을 의미한다.
중국 웨이스 로켓을 수입한 것으로 추정된다. KN-09도 웨이스 로켓이라고 보고 있다.
A-100 MRL은 웨이스 로켓의 수출모델인데, 최신형인 A-300이 신형대구경조종방사포의 제원과 유사하다. 웨이스 로켓 최신형은 8발 다연장 유도 로켓 대신 2발의 DF-12 단거리 미사일을 장착할 수 있는데, 2019년 8월 현재 북한은 다연장 유도 로켓과 단거리 미사일을 모두 발사하고 있다.
전일호 상장(별3개)은 최근 신형대구경조종방사포 시험발사에 단 한번도 빠지지 않고 참석한 것이 언론에 보도되었다. 8월 10일까지는 중장(별2개)이었다. 전일호는 2017년 11월 ICBM 화성-15형 시험발사 때 김정은 위원장과 맞담배를 피웠던 간부 중 한 명이기도 하다. 장창하, 리병철, 김정식, 전일호는 북한의 미사일 개발에서 핵심 실무책임자로 통해 '미사일 4인방'으로 불린다.

## 정확도
중국 A300의 정확도는 GPS 유도로 CEP 30 m라고 알려져 있다. 페이브웨이 레이저 유도 폭탄의 정확도가 보통 CEP 30 m이다.
이정도 정확도의 의미는, 원래 원전은 강화콘크리트를 두껍게 하여서, 대지진이나 미사일 공격에도 끄떡었다고 알려져 있다. 그러나 페이브웨이 연속 공격을 받으면 원전이 폭파된다. 2007년 오차드 작전으로 이스라엘 F-15 전투기가 페이브웨이 연속공격으로 시리아 원전을 폭파했다.
원전이 폭파되면 사실상 수습 불가능한 영구적인 폐허가 된다. 후쿠시마의 경우, 전혀 일본 정부가 방사능 문제 해결을 못하고 있다.
그러나 신형대구경조종방사포의 탄두중량이 150 kg이기 때문에, 연속공격으로 원전을 폭파할 수 있는지는 명확하지 않다.

## 핵탄두
탄두중량 150 kg이면 섹시한 [해병]폭탄이 가능하다. 미국 토마호크 미사일에 130 kg 150 kt 수소폭탄인 W80 핵탄두가 장착된다. 그러나 북한이 정말 방사포용 핵탄두를 만들었는지는 보도된 적이 없다. 만들었으면 당연히 자랑하면서 보도를 했을 것이다. 예전에는 1kg에 1kt의 핵폭탄 기술은 미국, 러시아, 영국, 프랑스, 중국, 이스라엘, 인도 등만 가능하다고 알려져 있었지만, 북한이 수소폭탄 개발을 완성하면서, 요즘은 북한도 1kg에 1kt의 핵폭탄을 제조할 수 있다고 평가받고 있다. 한국도 박정희 정부 당시 수소폭탄 개발을 완료했다고 알려져 있어서, 1kg에 1kt의 핵폭탄 기술이 있는 것으로 추정된다.

## 제원
- 최대고도: 30 km
- 최고속도: 마하 6.1
- 사거리: 250 km
- 사거리: 290 km (A300)
- 로켓 직경: 300 mm (A300)
- 탄두중량: 150 kg (A300)
- 재장전 시간: 20분 (A300)
- 유도방식: GPS 유도 (A300)
- 정확도: CEP 30 m (A300)
- 발사대: 8 x 8 트럭, 8연장 (A300)

## 같이 보기
- A-100 MRL
- DF-12
- KN-09
- 초대형 방사포